# のぶちゃんマン
株式会社のぶちゃんマン（Nobuchanman Co.,Ltd.）は、京都市に本社を置く企業。主に「家具の宝島」を運営している。

## 略歴・概要
- 滝下伊三郎（現社長の滝下信夫の父）が終戦から3年後の1948年に『タキ道具店』を立ち上げ、家具販売を開始したのが始まり。その後1988年に『株式会社タキシタ家具』として法人化。1996年よりアウトレット家具専門店『家具の宝島』を各地に展開し、2004年9月に現社名へと改称。現在は家具のみならず、リサイクル品や宝石・貴金属も取り扱うなど、幅広い業務を展開している。特にパンの製造販売は九州を中心に感動の１００円ぱん「伊三郎製ぱん」のブランドで展開していく予定とのこと。
- 滝下社長のキャラを主人公にした子供向けの絵本「のぶちゃんマン伝説」が店頭で販売されており、同社のインターネットショッピングでも購入可能。社長曰く「ポケモンやアンパンマンのように世界中で愛される作品になってほしい」とのこと。

## 店舗一覧

### アウトレット家具宝島
- レインボー金岡店

### ゴールドリカー
京都本店
滋賀店（FC）
広島店（FC）
大阪店（FC）
北野店（FC）

### 京都伊三郎製ぱん
- 亀岡店
- イズミヤ交野店
- 久留米長門石店
- 和白店
- 梅満店(FC)
- 久留米インター店(FC)
- 筑紫野ベレッサ店(FC)
- 筑後店(FC)
- 菊陽店(FC)
- 諸富店(FC)

## テレビコマーシャル
テレビコマーシャルは地元KBS京都を中心に放映されていた。同社が提供していた「らくらぶR」の企画で番組のパーソナリティである森脇健児がプロデュースした。